# Лось (рестлер)
Куинн Оджиннака (англ. Quinn Ojinnaka, род. 23 апреля 1984, Лэнхем, Мэриленд) — американский рестлер и бывший игрок в американский футбол. В настоящее время он выступает в Impact Wrestling под именем Лось (англ. Moose).
Он также выступал в Ring of Honor (ROH), New Japan Pro-Wrestling (NJPW), Pro Wrestling Noah, Evolve и Revolution Pro Wrestling (RPW). В 2016 году Лось подписал контракт с Total Nonstop Action Wrestling (TNA), который позже стал известен как Impact Wrestling. Лось стал двукратным гранд-чемпионом Impact, чемпионом мира TNA в тяжёлом весе и чемпионом мира Impact, став четвертым афроамериканским чемпионом мира в истории Impact (после Рона Киллингса, Бобби Лэшли и Рича Суонна).
Как атакующий лайнмен, он играл в американский футбол в колледже в Сиракузах и был задрафтован командой «Атланта Фэлконс» в пятом раунде драфта НФЛ 2006 года. В дальнейшем он выступал за команды «Нью-Инглэнд Пэтриотс», «Сент-Луис Рэмс» и «Индианаполис Колтс».

## Ранняя жизнь
Оджиннака учился в католической средней школе ДеМарта в Хайтсвилле, Мэриленд, где в старших классах получил звание лучшего защитника округа Принца Джорджа, когда его команда провела сезон со счетом 11-0 и стала чемпионом Вашингтонской католической атлетической конференции.

## Личная жизнь
Оджиннака имеет нигерийское происхождение из народа игбо. 29 мая 2009 года он был арестован за нанесение побоев в семье в округе Гуиннетт, Джорджия, после того как он, согласно полицейскому отчету, ударил и плюнул в свою жену во время спора о своей подруге на Facebook. Он сказал полиции, что его жена пыталась ударить его ручкой, а она сказала, что он бросил ее на лестницу, а затем вышвырнул из дома. Позже он был отстранен НФЛ на первую игру регулярного сезона 2010 года. Жена Оджиннака развелась с ним после того, как он объявил о своем намерении уйти из НФЛ и стать рестлером.

## Титулы и достижения
- German Wrestling Federation
  - Чемпион мира GWF в тяжёлом весе (1 раз)[5]
- I Believe in Wrestling
  - Чемпион Флориды SCW в тяжёлом весе (1 раз)[6]
- International Pro Wrestling: United Kingdom
  - Чемпион мира IPW:UK (1 раз)[7]
- Pro Wrestling Illustrated
  - Новичок года (2015)
  - № 40 в топ 500 рестлеров в рейтинге PWI 500 в 2021[8]
- Premiere Wrestling Xperience
  - Чемпион телевизионного первенства PWX (1 раз)[9]
- Southern Wrestling Association
  - Командный чемпион SWA (1 раз) — с AR Фоксом[10]
  - Кубок рифмы (2015) — с AR Фоксом[10]
- Total Nonstop Action Wrestling / Impact Wrestling
  - Чемпион мира Impact (1 раз)[11]
  - Чемпион мира TNA в тяжёлом весе (1 раз)[12]
  - Гранд-чемпион Impact (2 раза)[13]
  - Call Your Shot Gauntlet (2021)
  - Feast or Fired (2018 — контракт на титул чемпиона мира)
  - TNA Joker’s Wild (2017)